# 交響曲第50番 (ハイドン)
交響曲第50番 ハ長調 Hob. I.50 は、フランツ・ヨーゼフ・ハイドンが1773年に作曲した交響曲。

## 概要
劇音楽に由来する本作は、いわゆるハイドンの「シュトゥルム・ウント・ドラング（疾風怒濤）期」の革新が終わって、より軽い音楽が書かれるようになりはじめる時期に位置しており、残された自筆原稿から1773年に作曲されたことがわかっている。同年、エステルハーザではマリオネット・オペラ劇場が落成し、第1作としてハイドンの『フィレモンとバウチス』（Philemon und Baucis, Hob. XXIXa:1）が9月2日にエステルハーザを公式訪問したマリア・テレジアの御前で上演された。この作品の序劇にあたるのが『神々の会議』（Der Götterrat）で、部分的にしか残存していないが、この劇の序曲は本作の第1楽章と第2楽章に相当し（ただしトランペットは含まず）、これに残り2楽章を書き足して交響曲の形にしたのが本作である。
かつて、マリア・テレジアの前で演奏された交響曲は第48番『マリア・テレジア』と考えられていたが、H.C.ロビンス・ランドンによると実際に演奏されたのは本作であったのではないかと考えられている。しかし、ジェームズ・ウェブスターによれば、本作の後半の楽章は最初の2楽章と同じ紙にハイドンが後から書き加えたもので、完成したのは1774年頃としている。

## 編成
オーボエ2、ホルン2、トランペット2、ティンパニ、第1ヴァイオリン、第2ヴァイオリン、ヴィオラ、低音（チェロ、ファゴット、コントラバス）。

## 構成
全4楽章、演奏時間は約18分。全体に単一主題を意図してかかれている。
- 第1楽章 アダージョ・エ・マエストーソ - アレグロ・ディ・モルト
ハ長調、4分の4拍子 - 4分の3拍子、ソナタ形式。
第1楽章は付点を多用した4分の4拍子の緩やかな序奏を持つ。後期ハイドンの交響曲では序奏が使われることが多いが、本作以前にはきわめて珍しい。本作の後、いくつかの交響曲（第57番、第60番『うかつ者』など）で序奏が使われているが、本格的に序奏が書かれるようになるのは1780年前後である。
その後、4分の3拍子でアレグロがはじまるが、比較的短い。

- 第2楽章 アンダンテ・モデラート
ト長調、4分の2拍子、ソナタ形式。

ホルン、トランペット、ティンパニは休み。オーボエは再現部ではじめて登場する。
低音から独立したチェロの楽譜がテナー記号で書かれ、ヴァイオリンの1オクターヴ下で重ねて演奏される。このような書法はむしろハイドンの初期に見られるもので、ランドンは第14番あたりの昔の型に逆戻りしていると言っているが[4]、ウェブスターによるとオペラの序曲であるためにこのような書き方がされているのだという[1]。ソナタ形式ではあるが、展開部は6小節しかない[1]。

- 第3楽章 メヌエット - トリオ
ハ長調、4分の3拍子。
主部はユニゾンで分散和音の主題が演奏され、小型のソナタ形式に似た長めの形式を持っている[1]。トリオはオーボエと弦楽器によるが、他のハイドンの作品と異なり通作で書かれている。出だしは主部と同じハ長調の分散和音が弦楽器で演奏されるが、そこから急に変化してオーボエの独奏とヴァイオリンによるヘ長調の本体に進む。しかもイ短調の属和音で終止するという、この時代として斬新な構成を見せる。

- 第4楽章 フィナーレ：プレスト
ハ長調、2分の2拍子、ソナタ形式。
推移部のフェルマータの後に、ト長調でもう1度第1主題が表れ、単一主題の曲であることを強調している。第3楽章のトリオと同様、展開部はイ短調の属和音で閉じられる。